# Mensaje en Morse

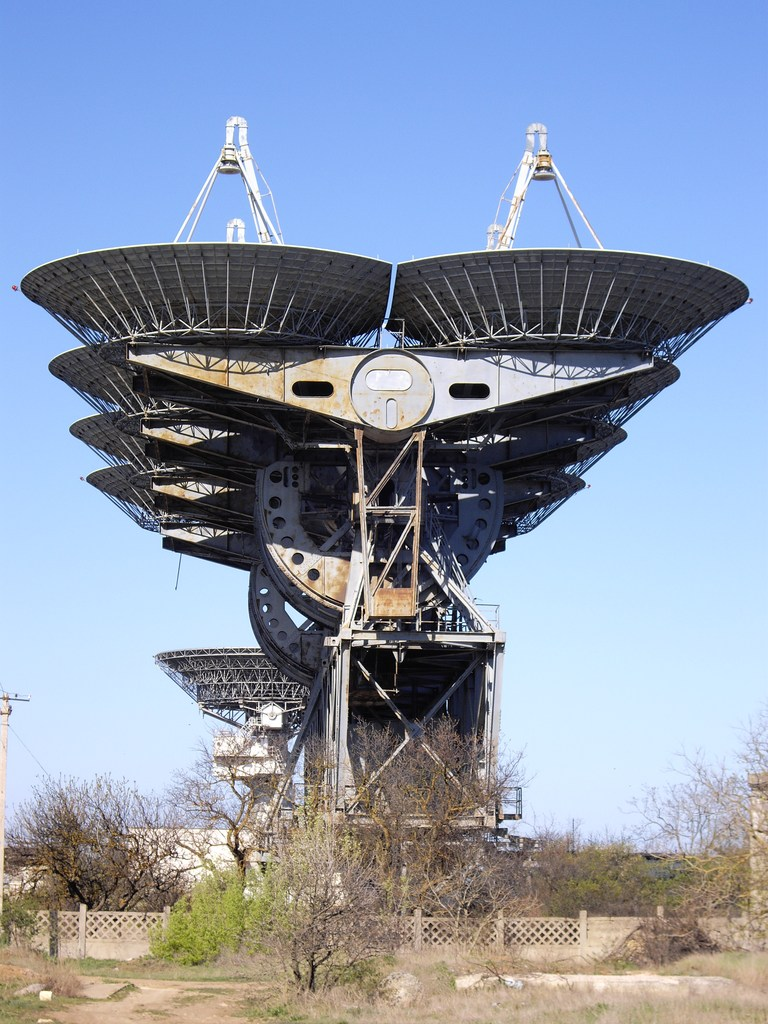
El primer radar planetario soviético, construido en 1960, que envió el mensaje en 1962. Se encuentra en la ciudad de Eupatoria (Jevpatorija), Crimea (entonces República Socialista Soviética de Ucrania).

El mensaje en Morse de 1962 fue una serie de breves mensajes de radio en código morse dirigidos al planeta Venus en 1962. Fue la primera transmisión de radio destinada a civilizaciones extraterrestres en la historia de la humanidad, y fueron realizados desde el complejo Radar Planetario Eupatoria situado en la extinta URSS.
El mensaje constaba de tres palabras, todas codificadas en código Morse: la palabra «Mir» (en ruso: Мир, que significa tanto «paz» como «mundo») transmitido desde el Radar Planetario Eupatoria el 19 de noviembre de 1962; y las palabras «Lenin» (en ruso: Ленин) y «URSS» (en ruso: СССР, abreviatura de Unión Soviética — en ruso: Сою́з Сове́тских Социалисти́ческих Респу́блик, Soyúz Soviétskikh Sotsialistícheskikh Respúblik)  transmitidos el 24 de noviembre de 1962. En ruso, el mensaje se denomina Mensaje de Radio «MIR, LENIN, URSS».
La transmisión también se utilizó para probar la estación de radar (aunque no para medir la distancia a Venus, ya que el Radar Planetario dependía de una tecnología diferente, una forma de onda coherente con la manipulación de frecuencia, para las mediciones de distancia). Las señales se reflejaron en la superficie de Venus y fueron recibidas en la Tierra 4 minutos, 32,7 segundos, para la transmisión del día 19 de noviembre; y 4 minutos, 44,7 segundos después para la del 24 de noviembre. La actual búsqueda de vida en Venus aún no ha encontrado ninguna forma de vida, y mucho menos ninguna capaz de recibir el mensaje.
Las señales se dirigen actualmente hacia la estrella HD 131336 en la constelación de Libra. La estrella Gliese 581, destinataria de los modernos mensajes interestelares A Message from Earth (Un Mensaje Desde la Tierra dirigido al exoplaneta Gliese 581 c) y Hello from Earth (Hola Desde la Tierra), también se encuentra en dicha constelación.